# Everything (Fefe Dobson)
Everything è un brano musicale della cantante canadese Fefe Dobson, estratto come terzo singolo dall'album Fefe Dobson.

## Tracce
1. Everything – 4:12

## Classifiche
| Classifica (2004) | Posizione massima |
| ----------------- | ----------------- |
| Regno Unito       | 42                |